# Sant Miquel de la Vall
Sant Miquel de la Vall es una localidad española del municipio de Gabet de la Conca, perteneciente a la provincia de Lérida, en la comunidad autónoma de Cataluña.

## Toponimia
El nombre del lugar puede encontrarse referido con las variantes San Miguel de la Vall y Sant Miquel de la Vall.

## Historia
Hacia mediados del siglo XIX, el lugar, mencionado como una aldea del término jurisdiccional de San Martín de Barcedana, tenía contabilizadas 19 casas. La localidad aparece descrita en el decimoprimer volumen del Diccionario geográfico-estadístico-histórico de España y sus posesiones de Ultramar de Pascual Madoz de la siguiente manera:

MIGUEL DE LA VALL (San): ald. de la prov. de Lérida (19 leg.), part. jud. de Tremp (4 1/2), térm. jurisd. de San Martin de Barcedana: está sit. en la falda de una sierra de la Vall de Llimiana formando declive entre 2 pequeños barrancos, con buena ventilacion y clima sano. Tiene 19 casas y una igl. bajo la advocacion de San Miguel, cuyo curato de primer ascenso lo sirve un cura rector y un beneficiado de sangre: comprende el anejo de Manso de Obach y tiene cementerio fuera de un cas. bien sit., asi como diferentes fuentes de buen agua para el abasto de los vec. y riego de alguna huerta: el térm., terreno y demas noticias van incluidas en el art. del ayuntamiento.
(Madoz, 1848, p. 410)

En 2022, el lugar, perteneciente al municipio de Gabet de la Conca, contaba con 29 habitantes empadronados.

## Patrimonio
En la localidad se encuentra la iglesia de San Miguel.